# Liste des évêques de Huesca
Ceci est une liste des évêques de Huesca, à la tête du diocèse de Huesca depuis sa création par l'évêque Elpidius, en 522, à aujourd’hui.

Carte des diocèses d'Aragon.

## Liste des évêques

### Évêques de Huesca
- Elpidius (522-546)
- Pompéen (546-556)
- Vincent (557-576)
- Gabin (576-600)
- Ordulf (633-638)
- Eusèbe (653)
- Gadiscle (683)
- Audebert (693)
- Nitidius (750)
- Frontinian (800)

### Évêques d'Aragon

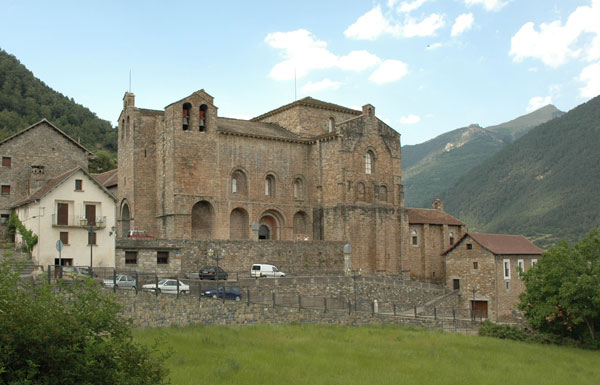
Monastère Saint-Pierre de Siresa, siège de l'évêque d'Aragon aux Xe siècle et XIe siècle.

En 920 est recréé un « évêché d'Aragon », successeur de l'évêché de Huesca. Ses titulaires sont itinérants et résident dans les monastères pyrénéens de Saint-Pierre de Siresa et Saint-Adrien de Sasabe ou, plus tard, à Jaca :
- Íñigo? (920)
- Ferriolus (922)
- Fortun (933-947)
- Oriol (971-978)
- Atón? (981)
- Mancius (1011?-1036)
- Garcia (1036-1057)
- Sanche (1058-1075)

### Évêques de Jaca
En 1063, le siège de l'évêché est fixé à Jaca :
- García Ramírez (1076-1086)
- Pierre Ier (1087-1097)

### Évêques de Huesca

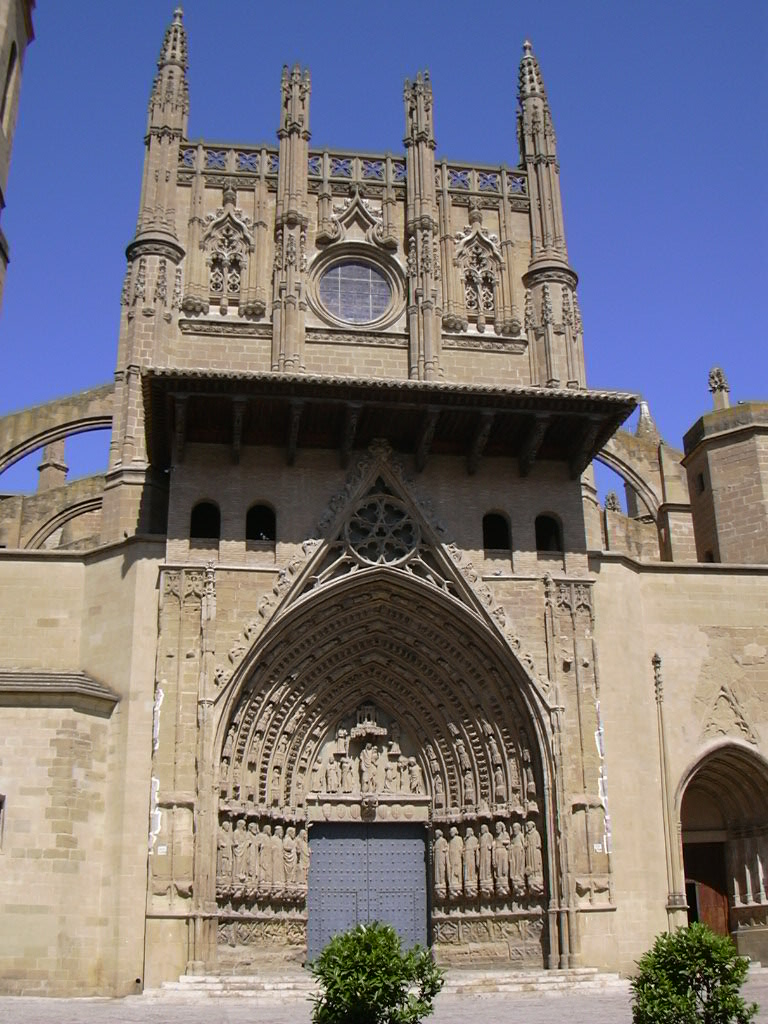
Façade de la cathédrale de la Transfiguration du Seigneur, siège de l'évêque de Huesca.

En 1096, à la suite de la reconquête de la ville de Huesca par Pierre Ier, le siège de l'évêché retourne à Huesca :
- Pierre II (1097-1099)
- Étienne (1099-1130)
- Arnaldo Dodón (1130-1134)
- Dodón (1134-1160)
- Martin (1162)
- Étienne de Saint-Martin (1166-1185)
- Richard (1187-1201)
- Garcia de Gúdal (1201-1236)
- Vidal de Canellas (1238-1252)
- Dominique de Sola (1253-1289)
- Garcia Pérez de Zuazo (1269-1273)
- Jacques Sarroca (1273-1290)
- Adhémar (1290-1300)
- Martin López de Azlor (1300-1313)
- Martin Oscabio (1313-1324)
- Gaston de Montcada (1324-1328, nommé évêque de Gérone)
- Pierre d'Urrea (1328-1336)
- Bernard Oliver (1337-1345)
- Gonzalve Zapata (1345-ca. 1348)
- Pierre Glascario (1348-1357)
- Guillaume de Torrellas (1357-1361)
- Bernard Folcaut (1362-1364)
- Jimeno Sánchez de Ribabellosa (1364-1368)
- Jean Martínez (1369-1372?)
- Ferdinand Pérez Muñoz (1372-1383)
- Berenguer d'Anglesola (1383-1384, nommé évêque de Gérone)
- Francisco Riquer (1384-1393, nommé évêque de Vic)
- Juan de Bafes (1393-1403)
- Juan de Tauste (1403-1410, nommé évêque de Ségorbe et Albarracin)
- Domingo Ram (1410-1415)
- Aviñón (1415-1421)
- Hugo de Urriés (1420-1443)
- Guillermo de Siscar (1443-1457)
- Guillermo Ponz de Fenollet (1458-1465)
- Antonio de Espés (1470-1484)
- Juan de Aragón y Navarra (1484-1526)
- Alonso de So de Castro y de Pinós (1527)
- Diego de Cabrera (1528-1529)
- Lorenzo Campeggio (1530-1532)
- Jerónimo Doria (1532-1534)
- Martín de Gurrea (1534-1544)
- Pedro Agustín y Albanell (1545-1572)

Nota : en 1572, le diocèse de Jaca est recréé, séparé du diocèse de Huesca.
- Diego Arnedo (1572-1574)
- Pedro del Frago Garcés (1577-1584)
- Martín Cleriguech Caucer (1584-1593)
- Diego Monreal (1594-1607)
- Berenguer Bardaxi Alagón y Espés, O.F.M. (1608-1615)
- Juan Moriz Salazar (1616-1628)
- Francisco Navarro de Eugui (1628-1641)
- Esteban de Esmir (1641-1654)
- Fernando de Sada y Azcona (1654-1670)
- Bartolomé de Fontcalda (1671-1674)
- Ramón de Azlor y Berbegal (1677-1785)
- Pedro de Gregorio y Antillón (1686-1707)
- Francisco de Paula Garcés Marcilla, O.M. (1708-1714)
- Pedro Gregorio Padilla y Soler (1714-1734)
- Lucas Cuartas Oviedo (1735-1736)
- Plácido Bailés Padilla, O.S.A. (1738-1742, nommé évêque de Plasencia)
- Antonio Sánchez Sardinero (1743-1775)
- Pascual López Estaún (1776-1789)
- Cayetano Peña Granada (1790-1792)
- Juan Francisco Armada Araujo (1793-1797)
- Joaquín Sánchez Cutanda (1797-1809)
- Eduardo María Sáenz La Guardia (1815-1832)
- Lorenzo Ramón Lahoz de San Blas, Sch. P. (1832-1845)
- Pedro José Zarandia Endara (1851-1861)
- Basilio Gil Bueno (1861-1870)
- Honorio María de Onaindía y López (1875-1886)
- Vicente Alda y Sancho (1888-1895, nommé archevêque de Saragosse)
- Mariano Supervía y Lostalé (1895-1916)
- Zacarías Martínez Núñez, O.S.A. (1918-1922, nommé évêque de Vitoria)
- Mateo Colom y Canals, O.S.A. (1922-1933)
- Lino Rodrigo Ruesca (1935-1973)
- Javier Osés Flamarique (1977-2001)
- Jesús Sanz Montes (es), O.F.M. (2003-2009, nommé archevêque d'Oviedo)
- Julián Ruiz Martorell (es) (2010-2023, nommé évêque de Sigüenza-Guadalajara)
  - Vicente Jiménez Zamora (es) (administrateur apostolique du 2 janvier 2024 au 29 mars 2025)
- Pedro Aguado Cuesta (es) (depuis 2025)

## Source
- (es) Cet article est partiellement ou en totalité issu de l’article de Wikipédia en espagnol intitulé « Anexo:Obispos de Huesca » (voir la liste des auteurs).